# Abderrahim Ouakili
Abderrahim Ouakili (arabisch عبد الرحيم الوكيلي, DMG ʿAbd ar-Raḥīm al-Wakīlī; * 12. Dezember 1970 in Rabat; † 18. Dezember 2023 in Deutschland) war ein marokkanischer Fußballspieler. Er spielte als offensiver Mittelfeldspieler in seinem Heimatland, in Deutschland sowie in Griechenland und war Nationalspieler.

## Sportliche Laufbahn

### Vereinskarriere
Ouakili begann seine Karriere bei FUS Rabat in seinem Heimatland Marokko, bevor er nach Deutschland zum FC Maroc Frankfurt wechselte. Kurze Zeit später ging er zum TGM SV Jügesheim. Im Jahr 1994 wechselte er für eine Ablösesumme von 10.000 DM zum 1. FSV Mainz 05 in die 2. Bundesliga.
Im Dezember 1997 verpflichtete ihn der TSV 1860 München für rund 750.000 DM. Für den bayerischen Traditionsverein absolvierte er in gut anderthalb Spielzeiten 40 Einsätze in der Bundesliga.
Da er in den Planungen des Trainers Werner Lorant keine Rolle mehr spielte, wurde ihm ein Vereinswechsel nahegelegt. Ouakili wechselte im Sommer 1999 für zwei Millionen Mark zu Tennis Borussia Berlin, und ein Jahr später zurück zum 1. FSV Mainz 05. Dort war er Stammspieler bis zur Suspendierung im Februar. Nach einer enttäuschenden Saison ging er Ende der Saison 2000/01 ablösefrei nach Griechenland zu AO Xanthi. Weil er dort starke Spiele gezeigt hatte, holte ihn im Januar 2003 der Karlsruher SC nach Deutschland zurück. Unter dem Eindruck zahlreicher Verletzungen beendete Ouakili nach der Saison 2004/05 seine Karriere.

### Auswahleinsätze
Ouakili absolvierte elf Spiele für die marokkanische Nationalmannschaft, in denen er zwei Tore erzielte. Bei der WM 1998 gehörte der damalige Löwen-Profi zum Kader, wurde aber in Frankreich nicht eingesetzt.

## Persönliches
Ouakili hatte einen Sohn (* 2002) und eine Tochter (* 2020). Am 18. Dezember 2023 verstarb er infolge einer schweren Krankheit im Alter von 53 Jahren in Deutschland.